# عبدالرفیع حقیقت
عبدالرفیع حقیقت (زاده ۸ مرداد ۱۳۱۳ در سمنان) متخلص به رفیع، نویسنده، تاریخدان و شاعر معاصر ایرانی است. وی به دلیل تحقیقات گسترده دربارهٔ نهضت‌ها و عرفان‌شناسی در تاریخ ایران شناخته می‌شود.

## اوایل زندگی
عبدالرفیع حقیقت فرزند کریم رفیع‌زاده حقیقت، در روز هشتم مرداد سال ۱۳۱۳ خورشیدی در شهر سمنان از مادری به نام شهربانو متولد شد. در ۶ ماهگی پدر خود را که از تجار معروف بود از دست داد و کفالت و سرپرستی‌اش به عهده عمویش حاج محمد‌قاسم حقیقت و همسرش که خاله او بود و بر حسب اتفاق فرزندی نداشتند محول گردید.
تحصیلات ابتدایی و متوسطه را در سمنان به پایان رساند سپس مدت هفت سال از محضر علامه محمد‌صالح حائری مازندرانی (سمنانی) از عالمان طراز اول اسلام و صاحب کتاب نفیس حکمت بوعلی سینا که در سمنان مقیم بود به تحصیل علوم قدیمه و رجال بهره برد و به خواست او مقدمات مطالب تاریخ سمنان را فراهم کرد. 

## مشاغل و فعالیت‌ها
ابتدا در وزارت فرهنگ و هنر سپس در سازمان تأمین اجتماعی و سرانجام در سازمان رادیو تلویزیون ملی ایران دارای مشاغل متعدد بود و در آخرین سمتش، سرپرست گروه تاریخ رادیو تلویزیون ملی بود. متن تحقیقی سریال سربداران را در این هنگام تهیه و جهت فیلم‌نامه‌نویسی به سازمان مذکور ارائه داد که بعدها به مرحله عمل درآمد. تحصیلات عالی را در رشته مدیریت را در مدرسه عالی بازرگانی تهران و دوره‌های تخصصی تاریخ را در دانشکده ادبیات دانشگاه تهران به پایان رساند و در سال ۱۹۹۱ میلادی (۱۳۷۰ خورشیدی) نیز از دانشگاه لس‌آنجلس کشور آمریکا لوح افتخاری تاریخ دریافت کرد.

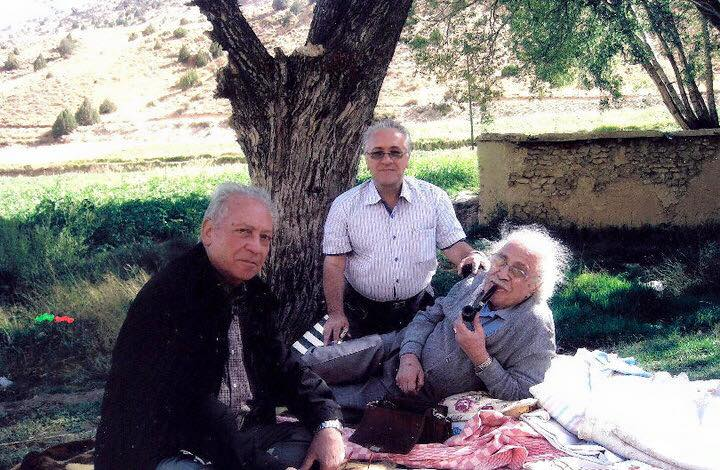
معينى كرمانشاهى و رفیع حقيقت در سال ١٣٨٩.

وی از سال ۱۳۵۲ تا ۱۳۵۷ با مجله ادبی گوهر به مدیر مسئولی مرتضی کامران و سردبیری نصرت‌الله کاسمی از انتشارات بنیاد نیکوکاری نوریانی همکاری داشت و هفت سال سردبیری مجله ارمغان را بر عهده داشت و از سال ۱۳۵۶ تا ۱۳۶۹ خورشیدی به مدت سیزده سال به عنوان مدیر عامل شرکت مولفات و مترجمان ایران که با همکاری دانشمندان مشهور زمان همانند ذبیح‌الله صفا، نصرت‌الله کاسمی، ناصح ناطق، عزت‌الله تیزانداز و... تشکیل شده بود فعالیت کرد.
از سال ۱۳۵۷ خورشیدی با تأسیس موسسه‌های فرهنگی آزاد اندیشان ایران، آفتاب حقیقت، مؤسسه پژوهشی و انتشاراتی کومش کار تألیف و چاپ و نشر کتاب‌های تحقیقاتی پیرامون تاریخ، فرهنگ، عرفان و هنر ایران را دنبال کرد. در حال حاضر مدیریت مؤسسه پژوهشی و انتشاراتی کومش، دبیر انجمن ادبی آفتاب حقیقت، انجمن دانش پژوهان ایران، جمعیت سمنانیان مقیم مرکز، انجمن کومشی‌های مقیم تهران و مدیریت هیئت مؤلفان و مترجمان ایران را بر عهده دارد. وی همچنین صدها مقاله تحقیقی و سخنرانی‌های متعددی در کشورهای اروپا، آمریکا، آسیای مرکزی، قونیه، الجزایر، ترکمنستان و پاکستان به انجام رسانده‌است.

## تالیفات
مقالات و اشعار عبدالرفیع حقیقت از سال ۱۳۳۶ خورشیدی در مجلات اطلاعات هفتگی، یغما، ارمغان، وحید، سخن، آینده و هلال پاکستان و غیره به چاپ رسیده و نخستین کتاب وی تاریخ سمنان در فروردین ۱۳۴۱ خورشیدی در تهران انتشار یافت و تاکنون تعداد مجموعه آثار وی به ۱۰۸ مجلد رسیده‌است.
از مهم‌ترین آثار او تاریخ نهضت‌های ملی ایران در ۵ جلد، تاریخ نهضت‌های فکری ایرانیان در ۱۱ جلد، تاریخ علوم و فلسفه ایرانی، تاریخ عرفان و عرفان ایرانی، نقش ایرانیان در تاریخ و تمدن جهان، نگین سخن مجموعه‌ای از شیواترین آثار منظوم ادبیات فارسی در ۱۳ جلد و مجموعه‌های اشعار و کتاب‌های دیگر اشاره نمود. از دیگر آثار وی می‌توان به کتاب تاریخ سنگسر اشاره کرد که نگاه کاملی به تاریخ شهرستان مهدی‌شهر (سنگسر قدیم) دارد.
دیگر آثار عبدالرفیع حقیقت عبارت‌اند از:
1. تاریخ جنبش سربداران و دیگر جنبش‌های ایرانیان در قرن هشتم هجری
2. احسن‌التقاسیم فی معرفه‌الاقالیم
3. تقویم تاریخ سیاسی ایران از آغاز تا پایان دورهٔ پهلوی
4. تاریخ روابط خارجی ایران از کهن‌ترین زمان تاریخی تا عصر حاضر
5. تاریخ نهضت‌های ملی ایران از نفوذ اروپاییان تا استقرار مشروطه در ایران
6. خدمات ایرانیان به اسلام
7. زندگینامه و مبارزات سیاسی دکتر مصدق
8. سهروردی، شهید فرهنگ ملی ایران
9. شاعران بزرگ ایران از رودکی تا بهار
10. شاعران بزرگ معاصر، از دهخدا تا شاملو
11. تاریخ قومس (سمنان، دامغان، شاهرود، بسطام، جندق)
12. هفت گنج کومش (شامل هفت عارف و شاعر نامی) در محدوده استان سمنان
13. شناسنامهٔ آثار تاریخی کومش استان سمنان (شامل شهرستان‌های سمنان، دامغان، شاهرود، گرمسار)
14. سمنان دیار وارستگان
15. شهیدان قلم و اندیشه
16. فرهنگ تاریخی و جغرافیایی شهرستان‌های ایران
17. قهرمانان ملی ایران از آهنگر تا یعقوب لیث صفار
18. نقش ایرانیان در تاریخ تمدن جهان
19. پانصد سال حکومت اشکانیان
20. حکومت جهانی ایرانیان از کوروش تا آریوبرزن
21. مقامات شیخ ابوالحسن خرقانی
22. جلوه‌های جهانی مهاجرت‌های تاریخی ایرانیان از قرن اول هجری تا امروز
23. عارفان بزرک ایران در بلندای تفکر انسانی
24. فرهنگ هنرمندان ایرانی از آغاز تا امروز
25. مکتب‌های عرفانی در دوران اسلامی
26. قهرمانان ملی ایران از لطفعلی‌خان زند تا دکتر محمد مصدق
27. کرمان و آقا‌محمد خان قاجار
28. ترانه‌های رفیع (دومین مجموعه شعر رفیع)
29. مجموعه کامل غزل‌های سعدی، به خط استاد حسن سخاوت
30. شمعی بر آفتاب (مجموعه شعر حسین وصال) شاعر درد آشنای معاصر
31. شوخی در محافل جدی
32. تاریخ جنبش‌های مذهبی در ایران (۴ جلد)
33. نگین سخن، شامل شیواترین آثار منظوم ادبیات پارسی (۹ جلد)
34. پنجاه سال دوستی (کارنامه رفیع)
35. غزل‌های فروغی بسطامی، به خط استاد حسن سخاوت
36. تاریخ عرفان و عارفان ایرانی، از بایزید بسطامی تا نور علیشاه گنابادی
37. تجلی تاریخ ایران (مجموعه مقالات رفیع)
38. سلطان‌العارفین بایزید بسطامی
39. تاریخ نهضت‌های فکری ایرانیان، از کهن‌ترین زمان تاریخی تا پایان قرن سوم هجری (از زرتشت تا رازی)
40. تاریخ نهضت‌های فکری ایرانیان در دوره قاجاریه (۳ مجلد)
41. تاریخ نهضت‌های ملی ایرانیان (جلد سوم) از بیداد مغولان تا اوج حکومت صفویان»
42. تاریخ نهضتهای ملی ایران «از جدال مشروطه تا سقوط جبهه ملی»
43. دیوان کامل شیخ علاءالدوله سمنانی
44. فرهنگ شاعران زبان پارسی، از آغاز تا امروز
45. تاریخ علوم و فلسفه ایرانی، از جاماسب حکیم تا حکیم سبزواری
46. تاریخ هنرهای ملی و هنرمندانی ایرانی، از مانی تا کمال الملک (۲ جلد)
47. پیام جهان عرفان ایران
48. الف شین کاف
49. جنبش شعوبیان، آزاد مردان ایرانی
50. یادی از بودها
51. خُمخانه وحدت
52. مقامات شیخ ابوالحسن خرقانی
53. حکومت دینی ساسانیان
54. تاریخ مذهب تشیع
55. دیرپایی مغز (ضد پیری)
56. مکتب‌های عرفانی در دوران اسلامی
57. سخن انجمن (سخنرانی‌های اعضای انجمن دانش پژوهان ایران)
58. تاریخ فرهنگ و تمدن ایران
59. زندگینامه و مبارزات سیاسی دکتر حسین فاطمی (مدیر روزنامه باختر)
60. حاج ملاعلی حکیم‌الهی
61. دانشمندان ایرانی
62. جلوه‌های جهانی مهاجرت‌های تاریخی ایرانیان، از اول قرن اول هجری تا امروز
63. مولانا از بلخ تا قونیه
64. ایران از دیدگاه علامه محمد اقبال لاهوری
65. عارفان بزرگ ایرانی در بلندای فکر انسانی
66. فرهنگ هنرمندان ایرانی از آغاز تا امروز
67. حافظ رفیع
68. آزاداندیشی و مردم‌گرایی
69. ده غزال صد غزل

## جستار‌های وابسته
فهرست تاریخ‌نگاران ایرانی
عرافان